# کیوان قنبرزاده
کیوان قنبرزاده (زادهٔ ۲۴ تیر ۱۳۶۸) ورزشکار رشتهٔ پرش ارتفاع است که رکورد ایران در این رشته را با پرشی به میزان ۲٫۲۶ متر (شیراز، سال ۱۳۹۱) در اختیار دارد.

## رکوردهای شخصی
- پرش ارتفاع فضای باز:  2٫26 متر (شیراز، 1392)
- پرش ارتفاع داخل سالن: 2٫26 متر (ترکمنستان، 1396 )